# Puzur-Aszur II
Puzur-Aszur II (akad. Puzur-Aššur, tłum. „Ochroną jest bóg Aszur”) – władca miasta-państwa Aszur, syn i następca Sargona I,  wymieniony w Asyryjskiej liście królów jako 36 władca Asyrii. Jego panowanie datowane jest na lata ok. 1880–1873 p.n.e. lub ok. 1877–1870 p.n.e.

## Tytulatura
Nie są znane wprawdzie żadne inskrypcje tego władcy, ale w jednym z tekstów z Kanesz nazywany jest on „władcą” (akad. rubā'um), a w innym „zarządcą” (sum. ugula, zapisywane PA, akad. waklum).

## Dynastia
Puzur-Aszur II jest siódmym znanym władcą Aszur należącym do tzw. „dynastii Puzur-Aszura I”. Nie są znane wprawdzie żadne inskrypcje tego władcy, które podawałyby imię jego ojca lub wymieniały jego przodków, ale w Asyryjskiej liście królów przedstawiany jest on jako „Puzur-Aszur, syn Sargona”. Dodatkowo w tekstach z Kanesz, pochodzących z czasów panowania jego ojca, Sargona I, nazywany jest on „synem władcy (rubā'um)” i „synem zarządcy (waklum)”. Zgodnie z Asyryjską listą królów następcą Puzur-Aszura II miał być jego syn Naram-Sin.
| władcy z dynastii Puzur-Aszura I | pokrewieństwo       | lata panowania według Veenhofa | lata panowania według Barjamovica, Hertela i Larsena | uwagi                                                     |
| -------------------------------- | ------------------- | ------------------------------ | ---------------------------------------------------- | --------------------------------------------------------- |
| Puzur-Aszur I                    | -                   | początek XX w. p.n.e.          | początek XX w. p.n.e.                                | najprawdopodobniej założyciel dynastii                    |
| Szalim-ahum                      | syn Puzur-Aszura I  | początek XX w. p.n.e.          | początek XX w. p.n.e.                                | we własnej inskrypcji nazywa siebie „synem Puzur-Aszura”  |
| Ilu-szuma                        | syn Szalim-ahuma    | ?-1974 p.n.e.                  | ?-1971 p.n.e.                                        | we własnej inskrypcji nazywa siebie „synem Szalim-ahuma”  |
| Eriszum I                        | syn Ilu-szumy       | 1974-1935 p.n.e.               | 1972-1933 p.n.e.                                     | we własnych inskrypcjach nazywa siebie „synem Ilu-szumy”  |
| Ikunum                           | syn Eriszuma I      | 1934-1921 p.n.e.               | 1932-1918 p.n.e.                                     | we własnej inskrypcji nazywa siebie „synem Eriszuma”      |
| Sargon I                         | syn Ikunuma         | 1920-1881 p.n.e.               | 1917-1878 p.n.e.                                     | we własnej inskrypcji nazywa siebie „synem Ikunuma”       |
| Puzur-Aszur II                   | syn Sargona I       | 1880-1873 p.n.e.               | 1877-1870 p.n.e.                                     | nazywany „synem Sargona” w Asyryjskiej liście królów      |
| Naram-Sin                        | syn Puzur-Aszura II | 1872-1829/1819 p.n.e.          | 1869-? p.n.e.                                        | nazywany „synem Puzur-Aszura” w Asyryjskiej liście królów |
| Eriszum II                       | syn Naram-Sina      | 1828/1818-1809 p.n.e.          | ?-1809 p.n.e.                                        | nazywany „synem Naram-Sina” w Asyryjskiej liście królów   |

## Długość i lata panowania
Długość panowania Puzur-Aszura II podana była pierwotnie w Asyryjskiej liście królów, ale zachowane jej kopie B i C są uszkodzone w tym właśnie miejscu. Ustalenie długości panowania tego władcy stało się możliwe dzięki odnalezieniu w asyryjskiej kolonii handlowej w Kanesz tekstu Kt 92/k 0193, który okazał się być jedną z kopii tzw. listy eponimów z Kültepe (ang. Kültepe Eponym List, w skrócie KEL). W tekście tym, znanym jako KEL A, panowaniu Puzur-Aszura II przyporządkowanych zostało 8 zmieniających się co rok asyryjskich urzędników limmu (eponimów). W oparciu o informacje pochodzące z listy eponimów z Kültepe (KEL) oraz kroniki eponimów z Mari (ang. Mari Eponym List, w skrócie MEL), w korelacji z informacjami pochodzącymi z Asyryjskiej listy królów, Veenhof zaproponował 8-letni okres panowania Puzur-Aszura II i wydatował go na lata 1880-1873 p.n.e. (chronologia średnia). Barjamovic, Hertel i Larsen, w swej poprawionej liście eponimów (ang. Revised Eponym List, w skrócie REL), również zaproponowali 8-letni okres panowania Puzur-Aszura II, przypisując mu 8 eponimów i datując jego panowanie na lata 1877-1870 p.n.e. (chronologia średnia).

## Panowanie
Zdaniem Veenhofa Puzur-Aszur II objął tron miasta-państwa Aszur będąc już w podeszłym wieku. Nie są znane żadne inskrypcje tego władcy, ale jest on wspominany w tekstach z asyryjskiej kolonii handlowej w Kanesz (faza kārum Kanesz II). W inskrypcji późniejszego władcy asyryjskiego Aszur-rem-niszeszu (1408-1401 p.n.e.) Puzur-Aszur II wymieniany jest (obok Kikkii, Ikunuma i Sargona I) jako jeden z wczesnych budowniczych murów obronnych miasta Aszur.

## Lista eponimów z czasów panowania Puzur-Aszura II
| eponimowie przyporządkowani Puzur-Aszurowi II w poprawionej liście eponimów (REL) | rok sprawowania urzędu (według Barjamovica, Hertela i Larsena) |
| --------------------------------------------------------------------------------- | -------------------------------------------------------------- |
| Aszur-nada, syn Puzur-Anny                                                        | 1877 p.n.e.                                                    |
| Kubija, syn Karriji                                                               | 1876 p.n.e.                                                    |
| Ili-dan, syn Elali                                                                | 1875 p.n.e.                                                    |
| Silulu, syn Uku                                                                   | 1874 p.n.e.                                                    |
| Aszur-nada, syn Ili-binanni                                                       | 1873 p.n.e.                                                    |
| Ikun-pi-Isztar, syn Ikuy/Ikunuma                                                  | 1872 p.n.e.                                                    |
| Buzutaja, syn Szuli                                                               | 1871 p.n.e.                                                    |
| Innaja, syn Amuraji                                                               | 1870 p.n.e.                                                    |